# مريبيلية
المريبيلية (الاسم العلمي: Meripilaceae) هي فصيلة من الفطريات تتبع رتبة متعددات الأبواغ من طائفة الغاريقوناوات.

## أجناس
- المريبيل
- قاسي الأبواغ